# Église Saint-Crépin-et-Saint-Crépinien de Serches
L'église Saint-Crépin-et-Saint-Crépinien est une église située à Serches, en France.

## Localisation
L'église est située sur la commune de Serches, dans le département de l'Aisne.

## Historique
Construit aux XVe et XVIe siècles, le monument est inscrit au titre des monuments historiques en 1927.